# Decaisnina celebica
Decaisnina celebica är en tvåhjärtbladig växtart som först beskrevs av William Botting Hemsley, och fick sitt nu gällande namn av B.A. Barlow. Decaisnina celebica ingår i släktet Decaisnina och familjen Loranthaceae. Inga underarter finns listade i Catalogue of Life.